# العوائق التي تحول دون السلوك البيئي
السلوك المؤيد للبيئة هو سلوك يختاره الأشخاص بوعي من أجل التقليل من الآثار السلبية لأفعالهم على البيئة. العوائق التي تحول دون السلوك الداعم للبيئة هي العوامل العديدة التي تعيق الأفراد عندما يحاولون تعديل سلوكياتهم نحو العيش على أساليب حياة أكثر استدامة.
بشكلٍ عام، يُمكن تقسيم هذه الحواجز إلى فئات أكبر: نفسية واجتماعية/ثقافية ومالية وهيكلية. تعتبر الحواجز النفسية داخلية حيث تؤثر معرفة الفرد ومعتقداته وأفكاره على سلوكه. الحواجز الاجتماعية والثقافية هي حواجز سياقية لكون سلوك الفرد يتأثر بمحيطه مثل الحي والبلدة والمدينة إلخ. في حين تتمثل الحواجز المالية ببساطة في الافتقار إلى الأموال اللازمة للتحرك نحو سلوك أكثر استدامة مثل التكنولوجيات الجديدة والسيارات الكهربائية. الحواجز الهيكلية خارجية وغالبًا ما يكون من المستحيل على الفرد السيطرة عليها، مثل عدم وجود إجراءات حكومية، أو مكان الإقامة التي تعزز الاعتماد على السيارات بدلا من النقل العام.

## العوائق الداخلية/النفسية
يعد تحديد العوائق النفسية التي تقف أمام السلوك المؤيد للبيئة أمرًا أساسيًا لإيجاد حلول ناجحة من أجل تحسين السلوك المتعلق بالبيئة. لقد حدد العلماء عدة فئات مختلفة من العوائق النفسية التي تحول دون العمل المؤيد للبيئة. حدد أحد الباحثين المعروفين في هذا المجال، وهو عالم النفس البيئي روبرت جيفورد، ثلاثة وثلاثين من هذه العوائق وأطلق عليها اسم تنانين التكاسل. تُقسم التنانين إلى سبع فئات: الإدراك المحدود والأيديولوجيات والمقارنة الاجتماعية والتكاليف الثابتة والمصداقية والمخاطر المتصورة والسلوك المحدود.